# Nikola Despotovic
Nikola Despotovic (* 11. Jänner 2001 in Wien) ist ein österreichischer Fußballspieler.

## Karriere

### Verein
Despotovic begann seine Karriere beim FS Elektra Wien. 2009 wechselte er zur Union Mauer. 2010 wechselte er in die Jugend des SC Team Wiener Linien. Zur Saison 2015/16 kam er in die Akademie des FK Austria Wien.
Zur Saison 2018/19 wechselte er zu den Amateuren des SKN St. Pölten. Im März 2019 debütierte er für diese in der Regionalliga, als er am 17. Spieltag jener Saison gegen die Amateure des SK Rapid Wien in der Startelf stand. Nach zehn Spielen für die Amateure stand er im Mai 2019 gegen den Wolfsberger AC erstmals im Kader der Profis des SKN. Im selben Monat gab er schließlich auch sein Debüt für diese in der Bundesliga, als er am 32. Spieltag gegen den FC Red Bull Salzburg in der 89. Minute für Roko Mišlov eingewechselt wurde.

### Nationalmannschaft
Despotovic spielte im April 2016 erstmals für eine österreichische Jugendnationalauswahl. Im April 2019 kam er gegen Deutschland zu seinem ersten Einsatz für die U-18-Mannschaft.